# Iglesia de Mauque
La iglesia de Mauque es un templo católico ubicado en la localidad de Mauque, comuna de Colchane, Región de Tarapacá, Chile. Construida en el siglo xviii, fue declarada monumento nacional de Chile, en la categoría de monumento histórico, mediante el Decreto Exento n.º 18, del 11 de enero de 2006.

## Historia
Fue construida en el siglo xviii.

## Descripción
Cuenta con una nave, con muros construidos con piedra en bruto asentada en barro, apoyados con tres contrafuertes por lado. La techumbre es de dos aguas en madera cubierta con paja brava. Presenta un campanario de dos niveles y un atrio conformado por un muro de piedra y adobe.
Su portada de acceso tiene un portal con dos pilares. Al interior, cuenta con un retablo de piedra y barro policromado.